# 아람 사르키샨

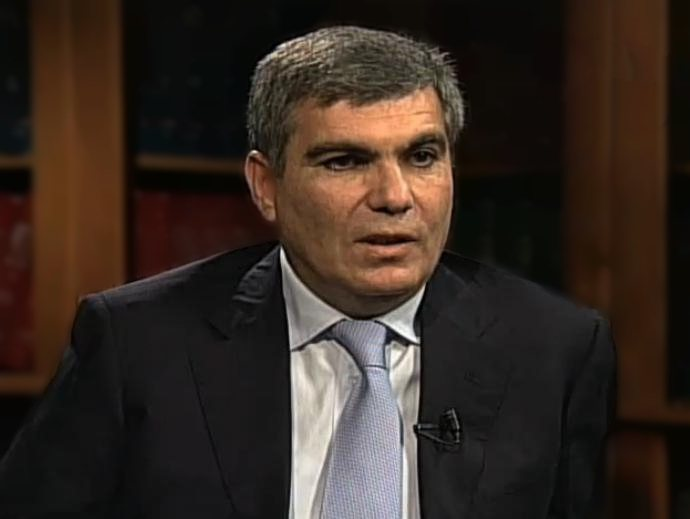
아람 사르키샨

아람 자베니 사르키샨(아르메니아어: Արամ Զավենի Սարգսյան, 1961년 1월 2일~)은 아르메니아의 정치인이다. 1999년 11월부터 2000년 5월까지 아르메니아의 총리를 지냈다.
아람 사르키샨은 바즈겐 사르키샨의 남동생이다. 2001년, 사르키샨은 야당인 한라페투튠당을 창당했다. 2008년 아르메니아 대통령 선거에선 야당 지도자 레본 테르페트로샨을 지지했다.
사르키샨은 2012년, 아르메니아 국민 회의 정당 연립의 비례대표로 아르메니아 의원에 선출되었지만 의석에 앉기를 거부했다. 2017년 아르메니아 의회 선거에서 탈출구 연합의 비례대표로 의회 의원으로 선출되었다.